# Metallolophia devecisi
Metallolophia devecisi är en fjärilsart som beskrevs av Claude Herbulot 1989. Metallolophia devecisi ingår i släktet Metallolophia och familjen mätare. Inga underarter finns listade i Catalogue of Life.